# Philadelphia International Cycling Classic (kobiecy) 2016
4. edycja kobiecego wyścigu kolarskiego Philadelphia International Cycling Classic odbyła się 5 czerwca 2016 roku w Stanach Zjednoczonych. Trasa wyścigu liczyła 118,7 kilometrów. Zwyciężczynią została Amerykanka Megan Guarnier, wyprzedzając Włoszkę Elisę Longo Borghini oraz Białorusinkę Alenę Amialiusik.
Philadelphia International Cycling Classic był dziewiątym w sezonie wyścigiem cyklu UCI Women’s World Tour, będącym serią najbardziej prestiżowych zawodów kobiecego kolarstwa. Dla Megan Guarnier było to już drugie w sezonie zwycięstwo w ramach tego cyklu. Poza wyścigiem kobiecym tego samego dnia, lecz na dłuższej trasie zorganizowano również wyścig mężczyzn.

## Wyniki
| M-ce | Imię i nazwisko         | Kraj              | Drużyna                   | Czas       |
| ---- | ----------------------- | ----------------- | ------------------------- | ---------- |
| 1.   | Megan Guarnier          | Stany Zjednoczone | Boels Dolmans             | 2h 59' 22" |
| 2.   | Elisa Longo Borghini    | Włochy            | Wiggle High5              | + 3"       |
| 3.   | Alena Amialiusik        | Białoruś          | Canyon-SRAM Racing        | + 3"       |
| 4.   | Evelyn Stevens          | Stany Zjednoczone | Boels Dolmans             | + 9"       |
| 5.   | Brianna Walle           | Włochy            | Tibco-Silicon Valley Bank | + 11"      |
| 6.   | Heather Fischer         | Stany Zjednoczone | Rally Cycling Women       | + 11"      |
| 7.   | Danielle King           | Wielka Brytania   | Wiggle High5              | + 13"      |
| 8.   | Elena Cecchini          | Włochy            | Canyon-SRAM Racing        | + 14"      |
| 9.   | Kristabel Doebel-Hickok | Stany Zjednoczone | Cylance Pro Cycling       | + 14"      |
| 10.  | Alison Jackson          | Kanada            | TWENTY16-Ridebiker        | + 16"      |
|      |                         |                   |                           |            |
| 13.  | Eugenia Bujak           | Polska            | BTC City Ljubljana        | + 19"      |
| 21.  | Małgorzata Jasińska     | Polska            | Alé Cipollini             | + 42"      |
| 30.  | Katarzyna Pawłowska     | Polska            | Boels Dolmans             | + 1' 01"   |